# إد كينت
إد كينت (بالإنجليزية: Ed Kent)‏ هو لاعب كرة قاعدة أمريكي، (ولد في نيويورك في الولايات المتحدة 1859 – 1943 م).

## وصلات خارجية
- إد كينت على موقعبيزبول رفرنس.كوم (الدوري الرئيسي) (الإنجليزية)
- إد كينت على موقعبيزبول رفرنس.كوم (الدوري الثانوي) (الإنجليزية)